# Герб Османской империи
Герб Османской империи был создан в конце XIX века в соответствии с европейскими геральдическими традициями. За время своего существования государственный символ подвергся некоторым преобразованиям; окончательный вариант герба был утверждён 17 апреля 1882 года приказом султана Абдул-Хамида II.

## Описание
На гербе изображены зелёные круг и полумесяц (внутри круга находится тугра султана Абдул-Хамида II, на полумесяце надпись на арабском языке المستند بالتوفيقات الربانية ملك الدولة العلية العثمانية (al-Mustanidu bi't-Tawfiqāti'r-Rabbānīyah Malik ad-Dawlatu'l-Alīyati'l-Uthmāniyah)) на фоне лучащейся звезды, под ними два флага — красный флаг Анатолии и других азиатских эялетов и зелёный Румелиянский флаг, рядом с ними разного рода оружие, щит с чалмой падишаха, цветы, весы и две книги, ещё ниже пять орденов.
Звезда в центре олицетворяет господство Османской империи, которая освещает своим могуществом весь мир. Оружие и щит символизируют военную мощь империи. Две книги — это Коран и Сунна, а весы на них — это гарант справедливости. Названия орденов: Şefkat Nişanı, Mecidiye Nişanı, İftihar Nişanı, Osmani Nişanı и İmtiyaz Nişanı. Ими награждались падишахи или особо отличившиеся лица.
Некоторые из указанных элементов герба Османской империи успешно перешли в государственную символику современной Турции.

## Галерея

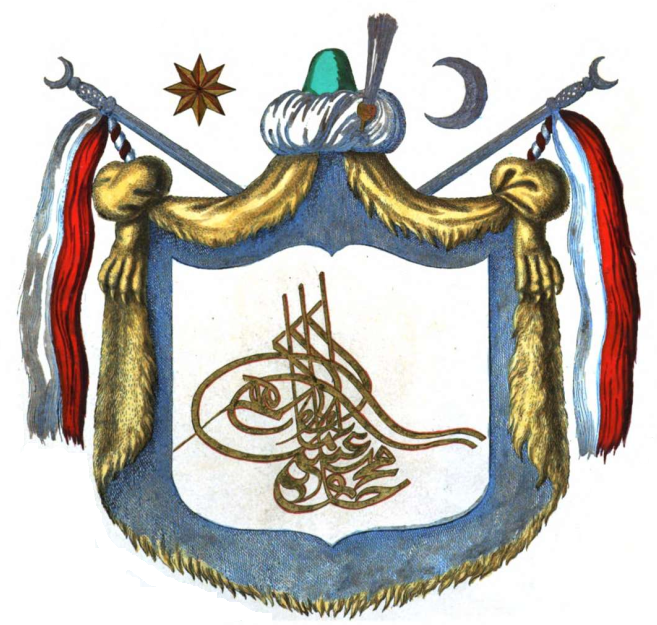
Неофициальный герб Османской империи 1846 года
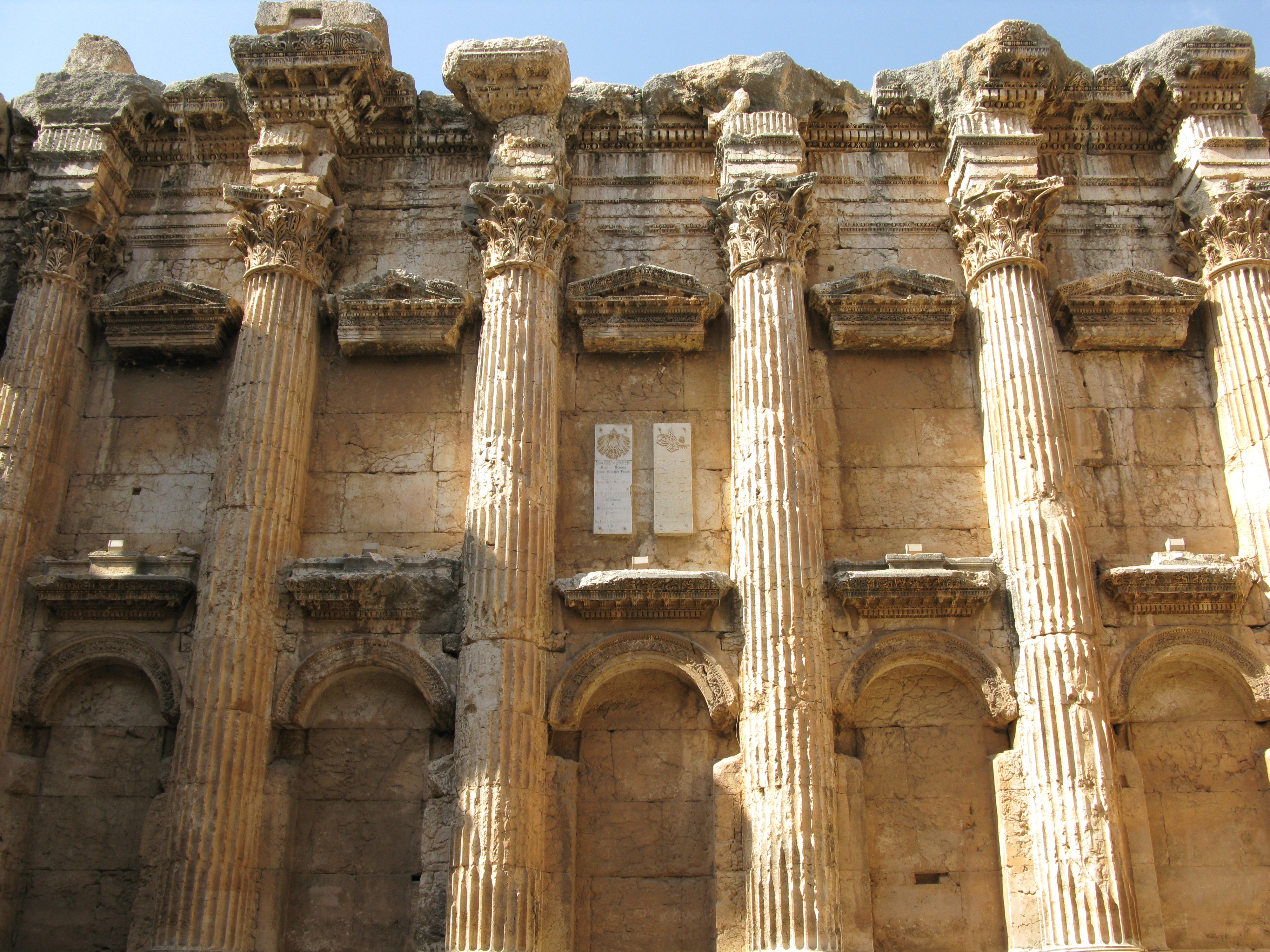
Тугра султана Абдул-Хамида II и герб Германской империи на храм Вакха в Баальбеке
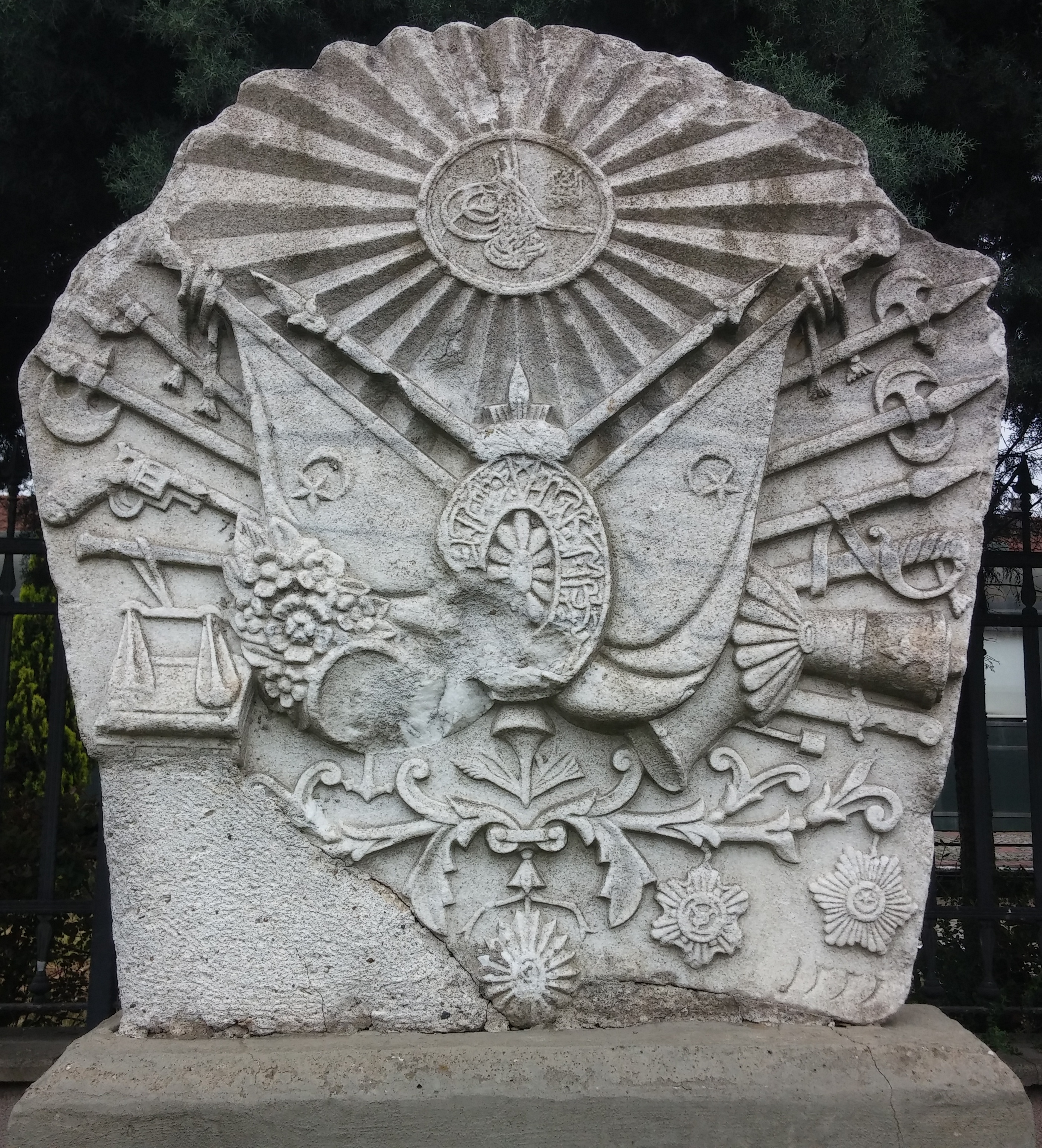
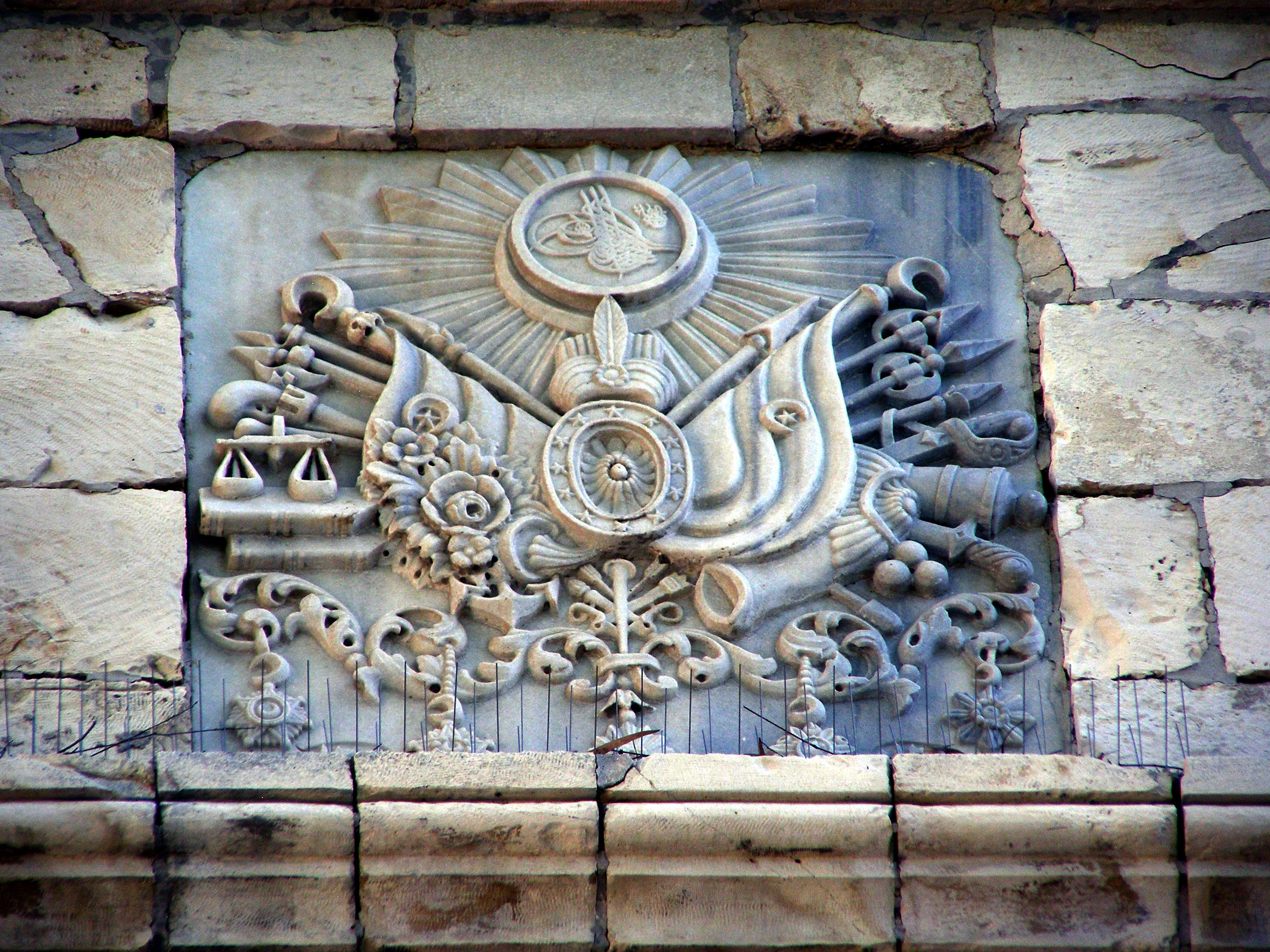
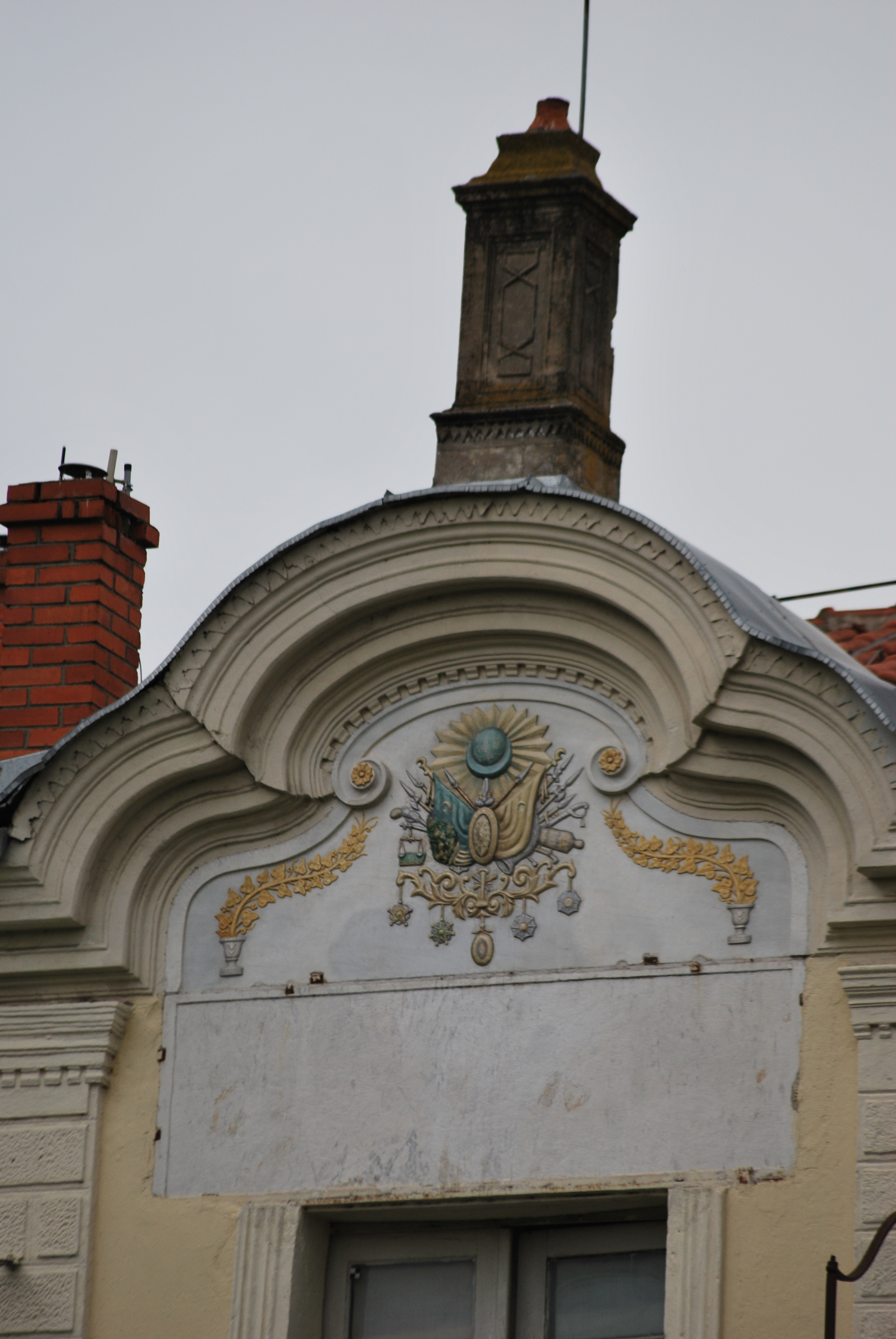